# Carl Gustaf Santesson (farmakolog)
Carl Gustaf Santesson, född 5 juli 1862 i Stockholm, död 26 juni 1939, var en svensk läkare och professor, son till Carl Gustaf Santesson (1819-1886).
Santesson blev medicine licentiat i Stockholm 1890 samt medicine doktor i Uppsala 1892. Han förordnades 1891 till docent i experimentell fysiologi vid Karolinska institutet, ägnade sig sedan åt farmakologin och handhade efter hemkomsten från en utländsk studieresa läroåret 1893-94 professuren i detta ämne i Uppsala.  År 1895 utnämndes han till extra ordinarie och 1909 till ordinarie professor i farmakodynamik och farmakognosi vid Karolinska institutet. 
Efter att först ha behandlat rent fysiologiska spörsmål, bland annat i gradualavhandlingen Studier i muskelns allmänna mekanik (1891), övergick Santesson till den experimentella farmakologin, till vars utveckling han med framgång bidrog. Hans avhandlingar publicerades i regel i "Skandinavisches Archiv für Physiologie", för vilken han blev redaktör 1924. Han skrev vidare bland annad. Kort lärobok i allmän farmakologi för medicine studerande (1919) och Om läkemetoder och läkemedel (i "Medicinskt folkbibliotek", 1924). 
Anteckningar i farmakologi efter Santessons föreläsningar på Karolinska institutet utgavs 1923. Efter Axel Keys frånfälle 1901 var han intill 1916  med framgång redaktör för ”Nordiskt medicinskt arkiv”. Han var också ansvarig utgivare för de ur "Nordiskt medicinskt arkiv" tillkomna tidskrifterna "Acta medica scandinavica" och "Acta chirurgica scandinavica". Därjämte redigerade han från 1901 årsskriften ”Les prix Nobel". Santesson blev 1911 ordförande i Svenska läkaresällskapets sektion för anatomi med mera samt ledamot av Vetenskapssocieteten i Uppsala (1922) och Vetenskapsakademien (1923).
I tal och skrift verkade Santesson kraftfullt för folkets sedliga uppfostran, och var en ivrig försvarsvän. Vid särskilda tillfällen uppträdde han som lycklig diktare; en del av hans sånger utgavs under titeln Valda dikter 1912 som ett bidrag till pansarbåtsinsamlingen. Han var en varm vän av nykterhetsrörelsen men en motståndare till totalförbudet och 1922 gjorde han som en av grundarna av (och därefter ordförande i) Landsföreningen för folknykterhet utan förbud stora insatser för att "förbudsomröstningen" samma år ledde till förlust för förbudsivrarna. Han var ordförande i Stockholms sångarförbund från 1914 och i Föreningen Sveriges flagga från 1918.